# Rostútxe
Rostútxe (en (ucraïnès): Ростуче, en rus: Растущее, Rastúsxeie) és un poble de la República Autònoma de Crimea a Ucraïna, que el 2014 tenia 356 habitants. Pertany al districte de Bakhtxissarai. Fins al 1948 la vila es deia Oissunkí.

## Població
Segons les dades del 2001 la composició de la població de la vila de Rostútxe d'acord amb la llengua que empren és la següent:
| Llengua  | %     |
| -------- | ----- |
| Rus      | 58,13 |
| Tàtar    | 39,12 |
| Ucraïnès | 2,2   |